# Проспект Сигулдас
Проспект Си́гулдас (латыш. Siguldas prospekts) — улица в Северном районе Риги, в Межапарксе. Пролегает в юго-западном направлении, ответвляясь от проспекта Межа и продолжаясь вдоль него до перекрёстка с улицей Инчукална. Общая длина проспекта — 1610 метров.
На всём протяжении покрыт асфальтом. Движение по проспекту двустороннее. Общественный транспорт не курсирует.

## История
Впервые упоминается в списке улиц города за 1903—1908 годы, первоначально как Новгородский проспект (нем. Nowgoroder Prospekt, латыш. Novgorodas prospekts) — в честь Великого Новгорода (многие улицы этого района носит имена городов Ганзейского союза). В 1923 году получил современное название, которое больше не изменялось.

## Застройка и достопримечательности

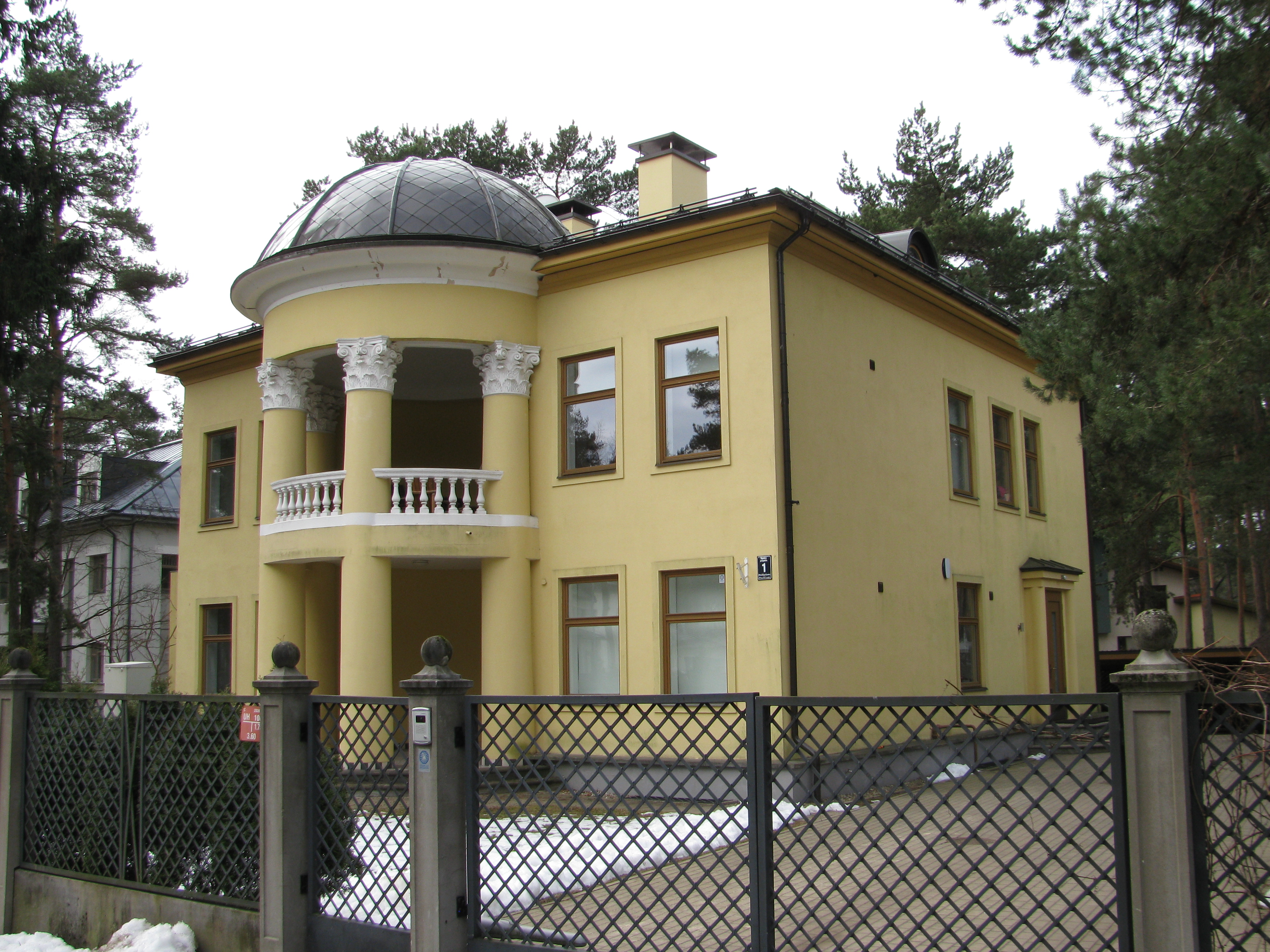
Проспект Сигулдас, 1

Проспект застроен частными домами в первой половине XX века, преимущественно в период с 1928 по 1932 год. 11 зданий на проспекте Сигулдас признаны памятниками архитектуры.
- Дом 1 (архитектор П. Миезис, 1930) — памятник архитектуры государственного значения.
- Дом 30 (архитектор П. Кундзиньш, 1930) — памятник архитектуры государственного значения.

## Прилегающие улицы
Проспект Сигулдас пересекается со следующими улицами:
- проспект Межа
- улица Виля Олава
- улица Велмес
- проспект Кокнесес
- улица Гатартас
- улица Бергенас
- улица Гданьскас
- улица Стендера
- улица Инчукална